# 平壤戰役 (1950年)
平壤戰役是韓戰中聯合國軍攻佔北韓首都平壤的戰役。為平壤-元山戰役的一部分。
戰役開始於1950年10月14日及至10月19日結束，在行動中，聯合國軍攻佔了平壤，結束了聯合國軍一連串的勝利，之後雖然繼續向北進攻鴨綠江，但當時中華人民共和國覺得深受威脅，因此決定派遣中國人民志願軍介入衝突以支持北韓，攻擊聯合國軍及迫令其撤退回南韓。

## 背景
1950年9月28日，聯合國軍攻佔漢城（今首爾）後，美國政府授權聯合國軍總司令道格拉斯·麦克阿瑟率軍越過三八線，消滅朝鲜人民軍及攻佔整個朝鮮半島。於是，麦克阿瑟制訂如下計劃：
1. 由沃爾頓·沃克陸軍中將指揮之美軍第八軍團沿開城—沙里院一線向西北方向進攻，目標指向平壤；

2. 由尼德·阿爾蒙德陸軍中將指揮之美軍第10軍在元山登陸；

3. 之後，兩支部隊沿東西兩線實施夾擊，會合後封閉半島，從而切斷朝鲜人民軍的退路，之後向定州一寧遠一興南一線推進。

4. 美軍第3步兵師則留在后面守衛元山—興南—咸興地區。

當時，聯合國軍的總人數已經超過400,000人，各種飛機1,000多架，軍艦共300多艘。其中第一線的兵力就有4個軍、10個步兵及機械化師、1個步兵旅及1個空降團，共100,000人。之后向鴨綠江邊的滿浦推進。
防守之北韓軍隊沿三八線只有不足2個師之兵力防守，加上新成立之部隊，只有90,000多人。

## 戰況

### 攻佔沙里院
聯合國軍在10月8日越過三八線，進展神速。在東線，韓國陸軍第1軍在10月10日佔領元山，10月17日攻佔咸興。在西線，美軍第1軍在10月9日沿金川、沙里院一線向北推進。
北韓人民军的邊境陣地，由於金川被包圍而遭突破，聯合國軍終於打開了通向北韓首都平壤的道路。10月14日傍晚，第1軍準備向沙里院突進。同時右翼的韓國第1師，在13日奪取交通要衝市邊里，接着又沿山間險路向遂安推進。美軍第1騎兵師的第7騎兵團第2營向南川店追擊，主力從汗浦里向金川集結，準備第2天早晨開始發起追擊。美軍第24步兵師以第21團繼續肅清白川附近的敵人，主力在開城南側擔任軍的預備隊。
第1骑兵师师长霍巴特·蓋伊把下一个进攻目标选在沙里院，计划10月15日发起进攻，实施分进合击，即：首先以第7骑兵团夺取瑞兴之后，超越英軍第27旅，沿公路干线向沙里院突进；令第5骑兵团沿南川店—青石头里—载宁—沙里院公路向沙里院突进；以第7骑兵团经新塘里向黄州突进，切断敌人的退路。把目标选在沙里院，是因为该市位于平壤平原的南部边缘减恶山脉的东南麓，是控制同载宁江所形成之隘路的交通要冲，除了其北侧的高地带之外，别无防守平壤的地形。
可是15日晨，第1军军长受到了美國第八軍團司令官沃爾頓·沃克的忠告，加快進攻速度。因此这时，沃克将军很希望能在美國第10軍实施元山登陆之前占领平壤，以证明自己的主张是妥善的。但是，当面的朝鲜军队的斗志及其抵抗程度，却不允许向平壤一举突进。
10月15日，第7骑兵团第2营7时开始在友军的猛烈炮击和轰炸之后，不失时机地进攻南川店，但由于敌人猛烈的抵抗，经过艰苦奋战，到中午才突入南川店。下午开始下雨。雨越下越大，使以往的土路变得泥泞不堪。车辆在路上到处抛锚，终于把公路堵塞了。第1骑兵师的进攻自然停止下来。另外，使用于左翼第一线的第24步兵师，计划以第21团向海州突进，以第19团由南川店向青石头里突进，歼灭企图在公路以西地区进行侧面攻击的北韓第4３师之后，向沙里院进攻，根据这一方案完成了出发准备。但因前面道路堵塞而无法前进。
然而，右翼韓國第1师的进攻速度却快得惊人。该师在尾隅洞（南川店东北12公里）受到随伴有6辆坦克的朝鮮人民軍约1个营的伏击，师长白善燁率领部队将其击溃，又马不停蹄奔向遂安。师长把当时的战法称为“无休止的进攻”。实际上，该师除了每天为做一次饭而进行一次大休息外，连小休息时间都舍不得用，一直在向前推进。
10月16日，韓國第1师夺取了遂安。到平壤还有1天的路程即50公里。美軍第1骑兵师夺取瑞兴，第24步兵師的各一部进至海州东北侧和青石头里，分别准备17日进攻沙里院。到这个时候，第八軍團和第1军似乎都认为：“平壤的木质家屋多，易起火，也是地形上难守的一个小城市，所以，北韓軍隊不会像汉城那样与平壤共存亡。适合于防守平壤的地形，只有沙里院东西一线，因而只要突破沙里院，攻占平壤就容易了”。
英軍第27旅在10月17日拂晓从瑞兴出发向沙里院，第7骑兵团经新塘里向黄州发起了进攻。英国旅接近了预计为主阵地的沙里院东侧的高地地带。不出所料，立即受到急袭射击，迅速展开短兵相接的战斗北韓軍隊不一会动摇起来，丢弃了10挺机枪和4门反坦克炮败逃了。英軍急忙前进，夺取了被炸成一片废墟的沙里院。超越该营的澳大利亚营北进不远，就发现在黄州南侧的高地线有相当坚固的阵地，所以准备18日晓拂发起进攻。另一方面，沿减恶山迂回的第7骑兵团，16时许到达黄州东南侧，令第1营向沙里院南下，以主力夺取了黄州。第1营刚沿公路南下，不一会便受到来自前面小丘的射击。看到有相当多的北韓士兵，可能是一支大部队在朝南实施防御。这就是英军准备翌日拂晓进攻的那部分敌人。
这个美军营发起了进攻。此时，机智的韓國翻译带着伤接近北韓軍隊的阵地。大声喊道：“我们是紧急来援救你们的苏联军队。停止射击。”不一会就停止了射击，有一群北韓士兵到营长身边来联络。他们被一个排包围起来，要解除他们武装的时候，有两三个人想要抵抗。排长眼明手快立即打倒其中的一个，其余的人全部举起了双手。四周的丘陵上有数百名北韓士兵站在堑壕里注视着情况的发展，当看到白天发生的事情后，大部分都走出堑壕投了降。接着，好像发生了连锁反应，投降者不断，共计竟达1700人之多。18时同英军取得了无线电联系。这时，英军已在相距数公里的丘陵对面完成了进攻准备。左翼的第24步兵师，以第21团肃清海州残敌，以第19团沿新院里—载宁—沙里院公路北上。因为沙里院已落入英军之手，所以，米尔伯恩军怕发生友军相击，便让第24步兵师停止前进。另一方面，韓國第1师又进一步加快了速度，17日一鼓作气走了40公里，迫近距平壤还有20公里的距离上。
平壤的外围防线减恶山脉，没有多大抵抗就被突破了。眼看就要攻占北韓的首都平壤。沃克的方案是，以美第1军从平壤的东侧至西侧实施包围，以韓國第2军从他北侧实施包围。这个方案与麦克阿瑟的方案完全相同，所不同的只是，韓國第2军沿陆路北上，取代了预定从元山登陆后西进的美軍第7步兵師。

### 進迫平壤
在沙里院陷落的10月17日傍晚，美第1军的态势是：第1骑兵师（配属英第27旅）位于黄州—沙里院—瑞兴地域；第24步兵师主力位于载宁；第1军预备队第5团位于金川附近；韓國第1师迫近平壤东侧15公里处。沿中央部的山岳地带北进的韓國第2軍，正在向平壤急进：其第8师由平康北进，已到达平壤东北75公里的阳德；第6師经元山西进抵达阳德东侧；第7師已前出到遂安附近。就是说，美军的2个师和韓國军队的4个师出现了争先恐后的局面，美军的先头刚到达平壤以南48公里的黄州，完全靠徒步追击的韓國第1师就逼近平壤以东15公里处，期待18日突入平壤。而且，在韓國陸軍的正面只有若干朝鮮人民軍部隊采取迟滞行动，并没有强有力的組織。
鉴于当前的态势和北韓軍隊在沙里院附近的溃败状态，联合国军总司令部又回到了当初的判断，即：“北韓軍隊对付由南方急追而来的第1军已是全力以赴，似乎已无兵力对付从东面逼近的韓國第2军。北韓軍隊不会固守平壤。如果固守，只能受到毁灭性的打击，或者成为俘虏”。因为沙里院同预期的相反，不仅被轻而易举地夺取，而且明显地削弱了北韓軍隊的斗志。但是，第八軍團司令部的情报部估计：“如果北韓軍隊后退到清川江以北另有打算，就需要在某地持久坚守以争取时间，而在到清川江之前只有大同江和平壤这个地形了。他们很可能在这里，即使牺牲与我实际接触的北韓第32和第17这2个师（兵力约8,000人），也要坚守平壤，以达到持久的目的”。他们把这一估计报告了总司令部。这个报告，引起了麦克阿瑟将军的注目。他早就考虑过空降部队的用法，命令空降团16日以后准备随时投入战斗。似乎这又增强了他的自信，他认为：“ 如果北韓軍隊坚守平壤，用空降部队不仅可以切断它的退路，或许还可以捕捉朝鲜政府的领导人，带回数千名联合国军的俘虏”。未赶上仁川登陆的第187空降戰鬥團（即加强团），9月下旬以来一直在金浦机场待机，这次算时来运转遇上了战机。
10月18日晨，第1骑兵师以第7骑兵团为前卫向平壤急进。官兵们虽然以疲惫的身躯在泥泞的道路上拖着沉重的步子，但他们的心情却是轻松愉快的。由于指挥下的英军首先突入沙里院，骑兵师得到了突入平壤的荣誉，师的大部分官兵相信这样的传说：“感恩节（11月24日）的正餐可在东京吃。占领平壤是这场战争的目标，所以夺取平壤战争就结束”。刚一接近黑桥里（平壤以南12公里），就受到122毫米榴弹炮和反坦克炮的集中射击。前卫营发起了进攻；估计约有600人的北韓軍隊，占领了黑桥里东西的高地线，他们以数辆T-34坦克埋在土中构筑的速成火力点为骨干，阵前还设置有密度很大的地雷场。在火力配系和地形上都不允许坦克突入，所以可以预想，这次进攻是困难的。但是，团的作战主任威贝尔上尉根据以往的经验，直感到朝鲜军队不久就要后退，特意等待团主力进攻。他后来对人说：“经历的战斗多了，就能自身感觉到敌人的动静”。这却是常有的事。
但是，北韓軍隊的抵抗格外强，前卫的进攻一直没有进展。韓國第1师就要突入平壤了，而前卫却一直不前进，师长对此很不满意，15时许到了第一线。当他知道在那里沃尔纳夫代理团长只以前卫营进攻，把团主力闲置不用时，很生气。将军立即指挥团主力迂回，包围敌人的左翼。从第一线回来的威贝尔上尉讲了他的估计，而当时主力已经出发了。但是，主力机动的路线是减恶山脉中的险路。走了一整夜，到19日日出后才进至敌人的翼侧。而且，北韓軍隊正象威贝尔上尉预想的那样，已经撤退到平壤。
另一方面，韓國第1师利用17日夜间进至智洞里（平壤以东10公里），在这里受到了前所未有的抵抗。阵地由苏联式的据点编成，前面一带为地雷所复盖。师于18日进行了一整天的猛烈攻击，仅仅突破了2公里。朝鲜军队进行如此激烈的抵抗，据推测可能是由于这里一旦被突破，在美军正面担任迟滞任务的主力的退路就会被切断，可是根据俘虏的说法，是加上了内战这种心理因素。俗话说，兄弟吵架比同他人相争更加激烈；朝鲜军队好像把韓軍当成了眼中钉。但是，韓國第1师18日夜仍继续进攻，一个一个地夺取了朝鲜军队的据点，19日晨终于突破了这里的阵地。这时即19日晨，第5骑兵团正沿公路向平壤突进。团长给贝尔中尉指挥的Ｆ连加强坦克、重机枪、工兵各1个排作为先遣队，他亲自紧跟在其后面前进。F连击溃在戊辰川的堤防上抵抗的少数敌人，于11时02分突入北韓的首都平壤的南端。北韓軍隊的抵抗停止了。

### 佔領平壤
平壤是朝鲜最古老的都市，作为高句丽和高丽的首都而久负盛名。人口约50万人，发展到大同江的两岸。西岸为旧市区，是北韓的中心，东岸是比较新兴的工业区。大同江是把北韓一分为二的大河，在平壤市内一段，河宽有400～500米，水量丰富，水流很急。在大同江上架设的桥梁，只有连接市中央的大同桥和在市的南郊架设的2座铁路桥。
第5骑兵团团长企图强行通过还保留着的铁路桥和大同桥，以实现捷足先登突入旧市区的目的，但是，就在他要过桥之前，桥在他眼前被爆破了。Ｆ连想进到羊角岛，又没有船。于是请求侦察机帮助寻找渡河点，他刚要沿河堤北进时，发现有一支大部队陆续渡河过去，蜂拥进入旧市区。它是就韓國第1师。
韓國第1师在19日晨，该师继突破智洞里之后又向平壤急进，在平壤以东6公里的寺洞里之丘陵地带再次受到阻击。师长把敌人牵制在正面，命令巴顿坦克连从敌人的北翼绕到其背后实施进攻。坦克分队穿过丘陵之间开出的仅有的一点水田，冒着敌人自行火炮的射击突进，碾压敌人的阵地，扫射乱跑的北韓士兵。师不失时机地肃清该敌向平壤急进，但道路上到处敷设着地雷，坦克前进很慢。如果慢慢腾腾，就要让骑兵师跑到前面去了。师长叫步兵也帮助掃雷，终于通过此处，11时许到达了大同江畔。师对敌情和友军的第一线情况都不清楚，但毫不犹豫地渡过大同江突入平壤旧市区，排除轻微的抵抗，日落前占领了其外城的大半。另外，从阳德公路西进的韓國第7师第8团抵达平壤北郊，同一天傍晚，占领了位于市北端的金日成大学。20日，韓國第1师和韓國第7师第8团协同进入市中心，10时许完成肃清残敌的任务。另外，第5骑兵团用前送的攻击舟艇从早晨起开始渡河，但到中午才结束渡河。
平壤中心构筑着各种工事，好像已要塞化，但是却未进行大的抵抗。北韓軍隊把火炮和机枪丢弃在阵地上四处逃散了。北韓軍隊的士气很低，象征着战争的结束。联合国军关于北韓軍隊“不死守平壤”的估计是正确的。市内教堂的钟声响起，似乎带有欢迎之意，祝福和平的到来。留下来的平壤市民是友好的，勤快地为联合国兵办事。人们担心的那种疯狂的抵抗和谋略，都未发生。

## 總結
聯合國軍攻佔了平壤，繼續向北進攻鴨綠江，北韓將殘兵撤向中朝邊境同遷都至江界市。金日成向中華人民共和國请求直接援助，而中華人民共和國覺得深受威脅，因此決定派遣中國人民志願軍介入衝突以支持北韓，攻擊聯合國軍及迫令其撤退回南韓。

## 相關文藝作品

### 電影
- 《太極旗飄揚》

### 電視劇
- 《戰友》
- 《Road No. 1》